# شهرستان کمبل (کنتاکی)
شهرستان کمبل، کنتاکی (به انگلیسی: Campbell County, Kentucky) یک سکونتگاه مسکونی در ایالات متحده آمریکا است که در کنتاکی واقع شده‌است.